# Suriya Pawarana
Suriya Pawarana (thailändisch สุริยา ประวาระณะ, * 31. Juli 1992) ist ein thailändischer Fußballspieler.

## Karriere
Suriya Pawarana steht seit mindestens 2018 beim MOF Customs United FC unter Vertrag. Wo er vorher gespielt hat, ist unbekannt. Der Verein aus der thailändischen Hauptstadt Bangkok spielte in der dritten Liga, der Thai League 3, in der Lower Region. Ende 2018 wurde er Verein Meister der Region und stieg in die zweite Liga auf. Von 2019 bis 2020 absolvierte er 21 Zweitligaspiele für die Customs.
Seit dem 1. Januar 2021 ist Pawarana vertrags- und vereinslos.

## Erfolge
MOF Customs United
- Thai League 3 – Lower: 2018  ▲